# Rupert Penry-Jones

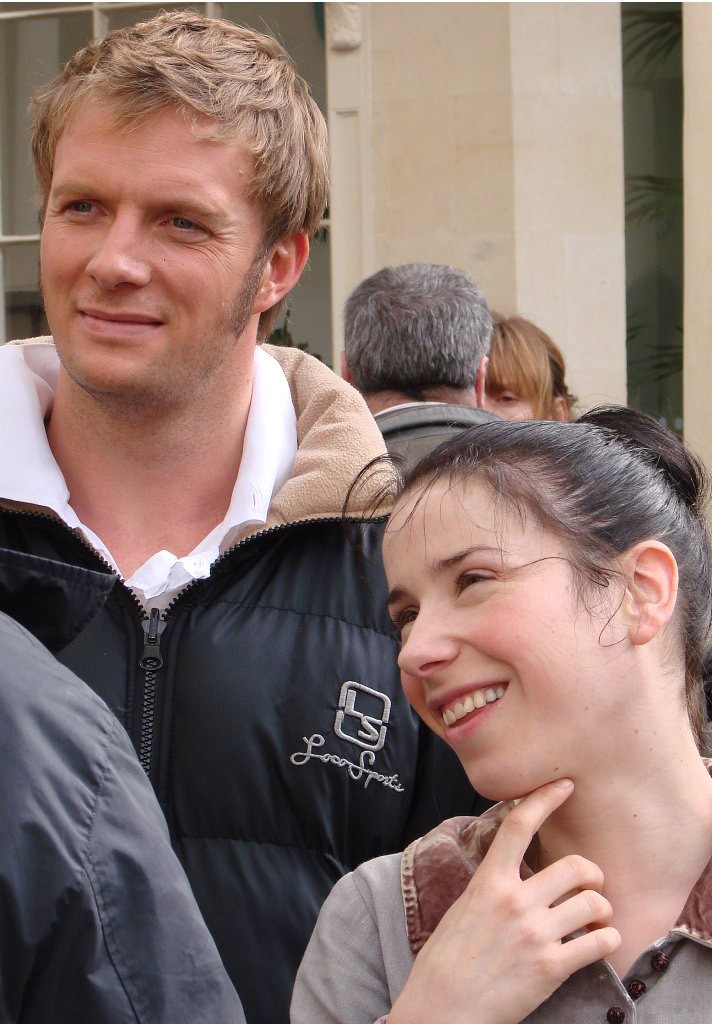
Rupert Penry-Jones (links) mit der Schauspielerin Sally Hawkins

Rupert Penry-Jones (* 22. September 1970 in London, England) ist ein britischer Schauspieler. Seine Eltern Angela Thorne und Peter Penry-Jones wie auch sein Bruder Laurence Penry-Jones sind ebenfalls Schauspieler.

## Leben und Karriere
Rupert Penry-Jones besuchte das Bristol Old Vic und gehörte zum Ensemble der Royal Shakespeare Company. Für seine Rolle des Don Carlos wurde Penry-Jones mit dem Ian Charleson Award ausgezeichnet. 1994 gab er sein Debüt vor der Kamera an der Seite von Rutger Hauer und Miranda Richardson in Vaterland. Mit seiner Mutter Angela Thorne spielte Penry-Jones 1995 zusammen in dem Fernsehfilm Cold Comfort Farm.
In den darauffolgenden Jahren trat er in verschiedenen Fernsehproduktionen auf. 2001 spielte Penry-Jones an der Seite von Cate Blanchett in dem Melodram Die Liebe der Charlotte Gray und 2002 mit Heath Ledger in dem Historiendrama Die vier Federn. Von 2004 bis 2008 verkörperte er den Agenten Adam Carter in der britischen Fernsehserie Spooks – Im Visier des MI5. 2005 war Penry-Jones in Woody Allens Film Match Point zu sehen. 2007 folgte ein Auftritt im Film Jane Austens Persuasion
Seit 2009 ist er in der Krimiserie Whitechapel als Detective Inspector Joseph Chandler und seit 2011 in der Dramaserie Silk – Roben aus Seide als Clive Reader zu sehen.
Rupert Penry-Jones ist mit der irischen Schauspielerin Dervla Kirwan verheiratet, mit der er zwei Kinder hat.

## Filmografie (Auswahl)
- 1994: Black Beauty
- 1994: Vaterland (Fatherland)
- 1994: French and Saunders (Fernsehserie, 1 Episode)
- 1995: Absolutely Fabulous (Fernsehserie, Episode 3x06)
- 1995: Cold Comfort Farm (Fernsehfilm)
- 1996: Faith in the Future (Fernsehserie, 2 Episoden)
- 1996: The Ring (Fernsehfilm)
- 1996: Cold Lazarus (Fernsehserie, 2 Episoden)
- 1996: Kavanagh QC (Fernsehserie, Episode 2x03)
- 1997: Food of Love
- 1997: Bent
- 1997: Jane Eyre (Fernsehfilm)
- 1997: The Student Prince (Fernsehfilm)
- 1997: The Moth (Fernsehfilm)
- 1998: Still Crazy
- 1998: Hilary & Jackie (Hilary and Jackie)
- 1998: The Tribe
- 1999: Virtual Sexuality – Cyber-Love per Click (Virtual Sexuality)
- 2000: North Square (Fernsehserie, 10 Episoden)
- 2001: Die Liebe der Charlotte Gray (Charlotte Gray)
- 2002: Die vier Federn (The Four Feathers)
- 2002: A Family Man
- 2003: Agatha Christie’s Poirot – Morphium (Sad Cypress)
- 2003: Cambridge Spies (Fernsehserie, 4 Episoden)
- 2004–2008: Spooks – Im Visier des MI5 (Spooks, Fernsehserie, 41 Episoden)
- 2005: Match Point
- 2005: Casanova (Miniserie, 3 Episoden)
- 2006: Die letzten Tage von Krakatau (Krakatoa: The Last Days)
- 2007: Jane Austens Persuasion (Persuasion)
- 2007: Joe’s Palace
- 2008: Burn Up (Fernsehserie, 2 Episoden)
- 2008: The 39 Steps (Fernsehfilm)
- 2009–2013: Whitechapel (Fernsehserie, 18 Episoden)
- 2011–2014: Silk – Roben aus Seide (Silk, Fernsehserie, 18 Episoden)
- 2012: Red Tails
- 2012: Die Schatzinsel (Treasure Island, Miniserie)
- 2014: Die Gärtnerin von Versailles (A Little Chaos)
- 2015: Black Sails (Fernsehserie, Episoden 2x01–2x05)
- 2015: Eine Königin zu Weihnachten (Crown for Christmas)
- 2015–2017: The Strain (Fernsehserie)
- 2018: Stan Lee’s Lucky Man (Fernsehserie)
- 2018: Vita & Virginia
- 2020: Love Sarah – Liebe ist die wichtigste Zutat (Love Sarah)
- 2022: The Batman
- 2024: Those About to Die (Fernsehserie)